# François Estienne (l'ancien)
Pour les articles homonymes, voir Estienne.
François Estienne (1502-1550),  l'aîné des fils de Henri Estienne (l'ancien), exerça l'imprimerie en société avec Simon de Colines son beau-père. 
François Estienne a publié peu d'ouvrages, on ne lui en connait que deux : 
- Le Vinetum de Charles Estienne (1537), est le plus ancien ouvrage auquel on trouve son nom,
- L' Andria de Térence, 1547.

François Estienne a parfois employé la marque de son père ; cependant il en avait une particulière : une vigne sortant d'un trépied avec la devise de son père Plus olei quam vini. II ne fut jamais marié, et c'est par erreur que Michael Maittaire lui donne un fils, du même nom, qui imprimait en 1570. Il s'agit d'une confusion avec François Estienne, son neveu.